# Jalovce u Kunžaku
Jalovce u Kunžaku jsou přírodní památka poblíž obce Kunžak v okrese Jindřichův Hradec. Oblast spravuje Agentura ochrany přírody a krajiny ČR. Důvodem ochrany je zachování kompaktního jalovcového porostu s podrostem acidofilních bylin s výraznými estetickými hodnotami, jako doklad dřívějšího extenzivního využívání kamenitých pastvin.